# 中庄里 (臺中市)
中庄里，前身「中庄村」，位於臺灣臺中市大安區南部，北以龜殼溪與龜殼里相界，西南鄰南庄里，南接東安里，東鄰福興里，西臨臺灣海峽。里內人口計有2,908人，是大安區人口最多的里。中庄里為大安區公所所在地，有數間公家機構的分布，且屬於大安都市計劃的區域，並有數條道路交會呈放射狀分布，因此交通與里民生活較為便利。

## 歷史
中庄里得名自境內聚落「中庄」，其地名由來與聚落相對位置及水源源頭有關，該里與南庄里一帶有三大聚落，東南方為頂庄，西南方為南庄，而當地位於其中，故名。
日治時期，1901年，中庄里屬大甲支廳十八庄區，一部分屬中庄，一部分則屬三塊厝庄。至1920年起，屬大安庄，分為中庄、三塊厝等2個大字。1945年，合併2個大字並改名為「中庄村」。2010年12月25日配合臺中縣市合併，臺中縣大安鄉中庄村改制為臺中市大安區「中庄里」。

## 地理
中庄里位於大安區南部，北以龜殼溪與龜殼里相界，西南鄰南庄里，南接東安里，東鄰福興里，西臨臺灣海峽。全里為大甲溪沖積扇平原的一部份，境內地勢低平。
中庄里居民主要姓氏有高姓、陳姓。

## 政治

### 歷任首長
中庄村村長（中華民國接管臺灣後初期）
| 任次 | 姓名   | 上任日期       | 卸任日期      | 備註 |
| ---- | ------ | -------------- | ------------- | ---- |
| 1    | 周怣土 | 1945年12月14日 | 1946年2月25日 |      |

中庄村村長（民選）
| 任次 | 姓名   | 黨籍       | 上任日期       | 卸任日期       | 備註                 |
| ---- | ------ | ---------- | -------------- | -------------- | -------------------- |
| 1    | 周怣土 |            | 1946年2月26日  | 1948年3月25日  | 民選首任             |
| 2    | 周怣土 |            | 1948年3月26日  | 1950年9月30日  |                      |
| 3    | 周期福 |            | 1950年10月1日  | 1952年12月13日 |                      |
| 4    | 周炳炎 |            | 1952年12月14日 | 1955年4月16日  |                      |
| 5    | 周怡德 |            | 1955年4月17日  | 1958年4月26日  |                      |
| 6    | 周炳炎 |            | 1958年4月27日  | 1961年4月22日  |                      |
| 7    | 陳萬錢 |            | 1961年4月23日  | 1965年5月1日   |                      |
| 8    | 周炳炎 |            | 1965年5月2日   | 1969年5月31日  |                      |
| 9    | 周炳炎 |            | 1969年6月1日   | 1974年7月29日  |                      |
| 10   | 周炳炎 |            | 1974年7月30日  | 1978年7月31日  |                      |
| 11   | 林萬興 |            | 1978年8月1日   | 1982年7月31日  |                      |
| 12   | 林萬興 |            | 1982年8月1日   | 1986年7月31日  |                      |
| 13   | 林萬興 |            | 1986年8月1日   | 1990年7月31日  |                      |
| 14   | 林永春 | 中國國民黨 | 1990年8月1日   | 1994年7月31日  |                      |
| 15   | 林萬興 | 無黨籍     | 1994年8月1日   | 1998年7月31日  |                      |
| 16   | 林萬興 | 無黨籍     | 1998年8月1日   | 1999年11月25日 | 任內死亡             |
| 16   | 蔡富雄 | 無黨籍     | 2000年1月22日  | 2002年7月31日  | 補選                 |
| 17   | 蔡富雄 | 無黨籍     | 2002年8月1日   | 2003年6月27日  | 因違反選罷法而遭解職 |
| 17   | 蔡宏奇 |            | 2003年6月28日  | 2006年7月31日  | 補選                 |
| 18   | 莊明堯 | 中國國民黨 | 2006年8月1日   | 2010年12月24日 |                      |

中庄里里長（民選）
| 任次 | 姓名   | 黨籍       | 上任日期       | 卸任日期       | 備註 |
| ---- | ------ | ---------- | -------------- | -------------- | ---- |
| 1    | 莊明堯 | 中國國民黨 | 2010年12月25日 | 2014年12月24日 |      |
| 2    | 莊明堯 | 中國國民黨 | 2014年12月25日 | 2018年12月24日 |      |
| 3    | 莊明堯 | 中國國民黨 | 2018年12月25日 | 2022年12月24日 |      |
| 4    | 莊明堯 | 無黨籍     | 2022年12月25日 |                | 現任 |

## 經濟
中庄里的經濟產業主要為農業，農作物以水稻、青蔥、洋香瓜、西瓜為大宗，畜產主要有毛豬、肉牛，里內也有數間規模較大的工廠分布。

## 教育

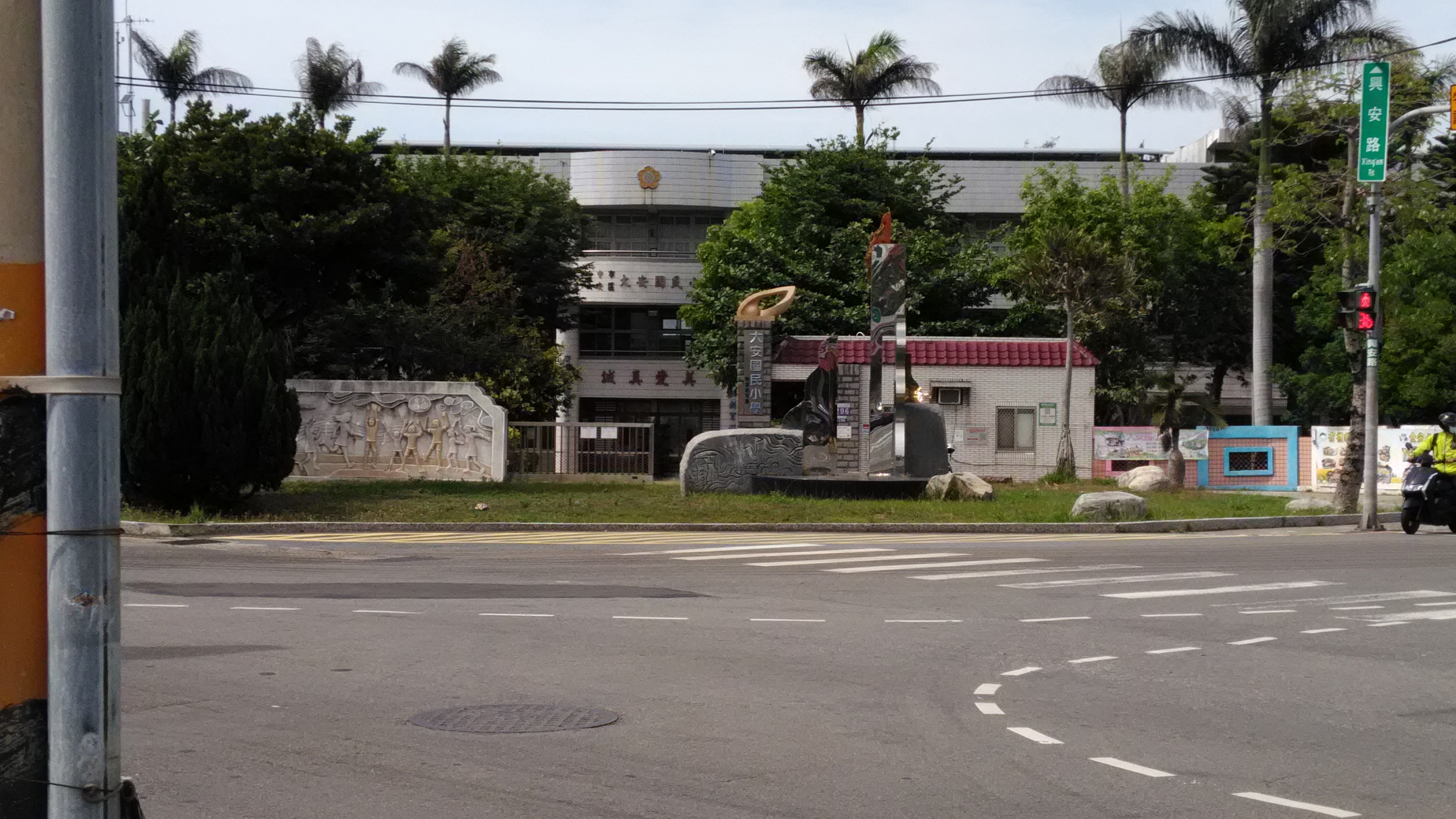
大安國小

臺中市大安區大安國民小學，簡稱「大安國小」，是一所位於中庄里的國民小學，成立於1918年，初名「中庄公學校」。1919年4月24日學制改正，改名「大安庄庄立公學校」。隨後歷經「公立大安公學校」、「公立大安國民學校」、「臺中縣大安鄉大安國民學校」及「臺中縣大安鄉大安國民小學」等各階段改制變更。2010年12月25日配合縣市合併，改名「臺中市大安區大安國民小學」。
臺中市立圖書館大安分館，是一間位於中庄里的圖書館，成立於1987年6月，係配合1986年政府推動的「鄉鄉有圖書館」政策而設立的圖書館。啟用初期原為二樓式建築，1992年增建三樓，其後為推廣閱讀風氣，館內歷經數次空間改造，2015年起增加自然生態與海洋特色館藏圖書，為全臺灣第一個以自然生態為特色的圖書館。
中庄里境內並無國民中學的設立。在學區劃分上，中庄里全境皆屬於大安國中、大安國小的學區範圍。

## 交通

### 公車
臺中市市區公車行經中庄里的路線有92路（豐原至大安國中）、171路（大甲體育場至大安港）、216路（大甲至南埔）、658路（大安濱海樂園至惠文高中，不包括行駛大安港路的副線）、699路（南埔至大甲體育場）等5條公車路線及黃12路（南庄至大甲車站）等1條小黃公車路線，提供當地居民搭乘及轉乘之用，其中92路與658路分別可遠通豐原、臺中市區，為該里較為重要的兩條公車路線。

### 公路
- 台61線[26]
- 中7線：中山南路
- 中17線：中松路、南安路
- 中18線：興安路

### 公共自行車
- 臺中市公共自行車租賃系統
  - 大安國小